# Distrikt Pomacocha (Acobamba)
Der Distrikt Pomacocha liegt in der Provinz Acobamba in der Region Huancavelica im südwestlichen Zentral-Peru. Der Distrikt wurde am 23. November 1925 gegründet. Er besitzt eine Fläche von 55,2 km². Beim Zensus 2017 wurden 3024 Einwohner gezählt. Im Jahr 1993 lag die Einwohnerzahl bei 4492, im Jahr 2007 bei 4273. Die Distriktverwaltung befindet sich in der 3150 m hoch gelegenen Ortschaft Pomacocha mit 353 Einwohnern (Stand 2017). Pomacocha liegt 5 km südöstlich der Provinzhauptstadt Acobamba.

## Geographische Lage
Der Distrikt Pomacocha befindet sich im ariden Andenhochland südostzentral in der Provinz Acobamba. Im Süden wird das Areal vom Río Urubamba begrenzt.
Der Distrikt Pomacocha grenzt im Süden an den Distrikt Congalla (Provinz Angaraes), im Westen an den Distrikt Acobamba sowie im Osten an den Distrikt Caja.

## Ortschaften
Im Distrikt gibt es neben dem Hauptort folgende größere Ortschaften:
- Chilcapite
- Choclococha (913 Einwohner)
- Yanacocha